# 그라스호프 수
그라스호프 수는 유체 역학에서 유체에 작용하는 부력과 점성력의 비의 근사값을 나타내는 무차원 수로, 다음과 같이 표현된다.
{\displaystyle Gr={\frac {g\beta ({T}_{s}-{T}_{\infty }){L}^{3}}{\nu ^{2}}}={\frac {|\rho _{w}-\rho _{0}|}{\rho _{w}}}{\frac {gl_{0}^{3}}{\nu ^{2}}}}
여기서, 각 기호가 가리키는 물리량은 다음과 같다.
g = 중력 가속도
β = 열팽창계수
Ts = 원천 온도
T∞ = 정지 온도
L = 특성길이
ν = 동적 점성도